# Habronattus ophrys
Habronattus ophrys là một loài nhện trong họ Salticidae.
Loài này thuộc chi Habronattus. Habronattus ophrys được Griswold miêu tả năm 1987.